# Got Me Wrong
«Got Me Wrong» (с англ. — «Неправильно меня поняла») — песня американской гранж-группы Alice in Chains. Студийная версия композиции была впервые представлена на мини-альбоме Sap (1992). Немного изменённая версия впоследствии появилась в саундтреке к фильму «Клерки» (1994) — она звучит в момент когда один из главных героев, Рэндел, впервые появляется в кадре. Звучание песни во многом не типично для раннего творчества группы, так как основывается на акустическом гитарном саунде. В 1996 году композиция попала в сет-лист концерта MTV Unplugged, а также была выпущена на одноимённом DVD. Кроме того она фигурирует во всех основных сборниках группы сборники: Music Bank (1999), Nothing Safe: Best of the Box (1999) и The Essential Alice in Chains (2006).

## Содержание
В примечаниях к сборнику Music Bank, автор песни, гитарист Джерри Кантрелл, написал о ней следующее: 
В ней поётся о девушке, с которой я встречался в период между расставанием с моей истинной любовью. Множество раз вы говорите кому-то, что вы не хотите продолжат с ней отношения и пытаетесь объяснить почему, и какой вы [на самом деле] человек, и она слышит все это, но думает, что может изменить вас. Вот о чем эта песня — о том, что тебя неправильно понимают, и о том, как по-разному мужчины и женщины видят друг друга.

## Выпуск и отзывы
«Got Me Wrong» была выпущена в качестве сингла в 1994 году, после того как песня прозвучала в независимом комедийном фильме «Клерки». Композиция достигла 7-й строчки в чарте Mainstream Rock Tracks и добралась до 22-го места в хит-параде Modern Rock Tracks. Как студийная версия песни, так и её акустический вариант из концерта Unplugged получили значительную ротацию в радиоэфире.
Рецензент портала AllMusic Нед Раггетт отмечал, что песня «прошла долгий путь к демонстрации того, что Alice in Chains настолько же эффектны при низкой громкости, как и при высокой», и что «это одна из самых теплых и вдохновляющих вещей, которые записывала группа — по крайней мере в музыкальном плане».
Песня продолжает получать значительную долю радиоэфира на гранж-радиостанции Lithium, входящей в американский холдинг Sirius XM Satellite Radio.

## Концертные исполнения
Автор песни, Джерри Кантрелл, исполнил её вместе с группой Stone Temple Pilots на одном из концертов. В 1996 году Alice in Chains исполнили акустический вариант песни на шоу MTV Unplugged, впоследствии она была включена в одноимённый альбом и DVD. Версия исполненная на концерте Unplugged впоследствии была включена в сборник Nothing Safe: Best of the Box (1999).
В поздних выступлениях группы без Лейна Стэйли (фронтмена) весь основной вокал исполнял гитарист Джерри Кантрелл (прежде он подпевал на бэк-вокале). В нынешнее время, сменивший Стейли, вокалист Уильям Дюваль, исполняет в этой песне партию соло-гитары.

## Кавер-версии
Кавер-версия этой песни была записана постгранж-группой Theory of a Deadman и выпущена в качестве би-сайда их сингла «Santa Monica». Джазовая версия композиции фигурирует я на альбоме пианиста Брэда Мелдау Where Do You Start (2012).

## Список композиций
1. «Got Me Wrong» — 4:23
2. «No Excuses» — 4:10
3. «Would?» —3:30

## Участники записи
- Лейн Стэйли – ведущий вокал
- Джерри Кантрелл – бэк-вокал, гитары
- Майк Старр – бас-гитара
- Шон Кинни – ударные, перкуссия

## Чарты
| Чарт (1995)               | Высшая позиция |
| ------------------------- | -------------- |
| US Mainstream Rock Tracks | 7              |
| US Modern Rock Tracks     | 22             |